# José Maria Parreira Lara
José Maria Parreira Lara (* 3. Juni 1886 in Resende Costa, Minas Gerais, Brasilien; † 8. August 1936) war Bischof von Caratinga.

## Leben
José Maria Parreira Lara empfing am 18. April 1911 das Sakrament der Priesterweihe.
Am 27. März 1924 ernannte ihn Papst Pius XI. zum Bischof von Amazonas. Bereits am 18. Dezember desselben Jahres erfolgte die Ernennung zum ersten Bischof von Santos. Der Erzbischof von Mariana, Helvécio Gomes de Oliveira SDB, spendete ihm am 11. Februar 1925 die Bischofsweihe; Mitkonsekratoren waren der Bischof von Goiás, Emanuel Gomes de Oliveira SDB, und der Bischof von Espírito Santo, Benedito Paulo Alves de Souza.
Papst Pius XI. ernannte ihn am 28. September 1934 zum ersten Bischof von Caratinga.